# Теренции
Теренциите (на латински: Terentii) e плебейска фамилия от gens Теренция (Terentia).
Фамилията произлиза от страната на сабините и през втората пуническа война има сенатори. Най-важен клон на фамилията са [Теренции Варони (Terentii Varrones).
Мъжете носят името Теренций (Terentius), a жените Теренция (Terentia).

## Известни с това име
- Гай Терентилий Харса, народен трибун 462 пр.н.е.
- Гай Теренций Варон, консул 216 пр.н.е.
- Хедий Лолиан Теренций Гентиан, консул 211 пр.н.е.
- Квинт Теренций Кулеон (трибун 189 пр.н.е.), народен трибун 189 пр.н.е.
- Квинт Теренций Кулеон (претор 187 пр.н.е.), посланик 201, претор 187 пр.н.е.
- Авъл Теренций Варон (претор 184 пр.н.е.), осиновител на консула от 23 пр.н.е.
- Теренций (Публий Теренций Афер; 195 – 158 пр.н.е.), римски поет
- Гай Теренций Лукан, римски монетен чиновник
- Авъл Теренций Варон, римски монетен чиновник
- Марк Теренций Варон, осиновител на консула от 73 пр.н.е.
- Марк Теренций Варон Лукул, консул 73 пр.н.е.
- Квинт Теренций Кулеон (трибун 58 пр.н.е.), народен трибун 58 пр.н.е.
- Марк Теренций Варон (116 – 27 пр.н.е.), римски учен
- Теренций (трибун 54 пр.н.е.), народен трибун
- Марк Теренций Варон Гиба, народен трибун 43 пр.н.е.
- Публий Теренций Варон, (Атацин; 82 – 35 пр.н.е.), римски поет
- Авъл Теренций Варон Мурена, римски военачалник, консул 23 пр.н.е.
- Квинт Теренций Кулеон, суфектконсул 40 г.
- Децим Теренций Скавриан, управител на Дакия, баща на суфектконсула от 116 г.
- Децим Теренций Гентиан, суфектконсул 116 г.
- Теренций Максим, или Псевдо-Нерон, римски узурпатор по време на император Тит ок. 79/80 г.
- Теренций Максим, друг Псевдо-Нерон, 88/89 г. по време на император Домициан
- Децим Теренций Гентиан, суфектконсул 116 г.
- Квинт Теренций Скавър (fl. 98 – 138 г.), латински граматик
- Децим Теренций Скавриан, първият управител на провинция Дакия, син на Квинт Теренций Скавър
- Гней Луций Теренций Хомул Юниор, суфектконсул 146 г.
- Теренциан Мавър, римски граматик, края на 2 век
- Теренций (дук), дук на Панония Valeria 371 г. (dux Valeriae ripensis)
- Теренций, дук на Армения 369 – 374 г. (comes et dux Armeniae)

Други:
- Свети Теренц, римски офицер, мъченик 1 век
- Свети Теренциан († 1 септември 118), мъченик, епископ на Тоди, провинция Перуджа
- Тертий, апостол, епископ на Кония, споменат в посланието на апостол Павел до римляните

Жени:
- Теренция (98 пр.н.е.; † 4 г.), първата съпруга на римския политик и оратор Марк Тулий Цицерон
- Теренция или Терентила, съпруга на Гай Цилний Меценат
- Албия Теренция, съпруга на Луций Салвий Отон, майка на император Отон